# Saint-Gervais-la-Forêt
Saint-Gervais-la-Forêt è un comune francese di 3 462 abitanti situato nel dipartimento del Loir-et-Cher nella regione del Centro-Valle della Loira.

## Società

### Evoluzione demografica
Abitanti censiti